# Guarda Nacional Republicana

Wappen der Guarda Nacional Republicana mit dem Wahlspruch Pela lei e pela grei („Für das Recht und für die Herde“)

Die Guarda Nacional Republicana (GNR; deutsch „Republikanische Nationalgarde“) ist die portugiesische Sicherheitspolizei und offiziell Teil der portugiesischen Streitkräfte. Sie dient der Aufrechterhaltung der öffentlichen Sicherheit und Ordnung sowie des Schutzes des privaten und öffentlichen Eigentums im gesamten portugiesischen Territorium. Sie ist paramilitärisch organisiert (vergleichbar mit den Gendarmerien und Nationalgarden anderer Staaten) und wird – auf dem kontinentalen Territorium Portugals – vorwiegend in ländlichen Bereichen eingesetzt.
Auf den portugiesischen Inseln (Azoren und Madeira) agiert lediglich die Zollbrigade der GNR. Sonst ist dort nahezu ausschließlich, genauso wie in den portugiesischen Städten, die Polícia de Segurança Pública (PSP) zuständig.
Eine Aufgabe der GNR ist auch der Gebäudeschutz sowie die Ehrengarde bei offiziellen Anlässen des Staates. So sind jeweils Truppen am Präsidentenpalast (Palácio de Belém), dem Parlament (Palácio de São Bento) und am Außenministerium (Palácio das Necessidades) vertreten.

## Organisation
Die GNR ist in Friedenszeiten im Bereich der Rekrutierung, Verwaltung und der Ausübung der polizeilichen Tätigkeiten dem zuständigen Polizeiminister (heute Innenminister, Ministro da Administração Interna) unterstellt. Für die Bewaffnung, Uniformierung u. Ä. ist sie dem zuständigen Militärminister (heute Verteidigungsminister, Ministro da Defesa Nacional) unterstellt. In Kriegszeiten stehen die Truppen unter Leitung des Militärkommandos.
Grundsätzlich ist GNR in fünf „Einheiten“ eingeteilt:
- 1) Comando-Geral („Generalkommando“) mit Sitz in Lissabon

- 2) Unidades Territoriais („Territoriale Einheiten“) mit den Brigaden Nr. 2 (Sitz in Lissabon, zuständig für Lisboa e Vale do Tejo), Nr. 3 (Sitz in Évora, zuständig für Alentejo und Algarve), Nr. 4 (Sitz in Porto, zuständig für Nordportugal) und Nr. 5 (Sitz in Coimbra, zuständig für Zentralportugal))

- 3) Unidades de Reserva („Reserveeinheiten“), umfasst die Garnisonskompanien, das Operationsbataillon und die schnelle Schutz- und Sicherheitstruppe GIPS

- 4) Unidades Especiais („Spezialeinheiten“), umfasst die Zollbrigade (Brigada Fiscal) und die Verkehrsbrigade (Brigada de Trânsito)

- 5) Outras unidades („Andere Einheiten“), umfasst die Polizeischule der GNR mit Sitz in Queluz sowie Aveiro und Portalegre, die GNR-Musikkapelle (in Lissabon) und den Natur- und Umweltschutzdienst SEPNA mit Sitz in Lissabon

## Geschichte

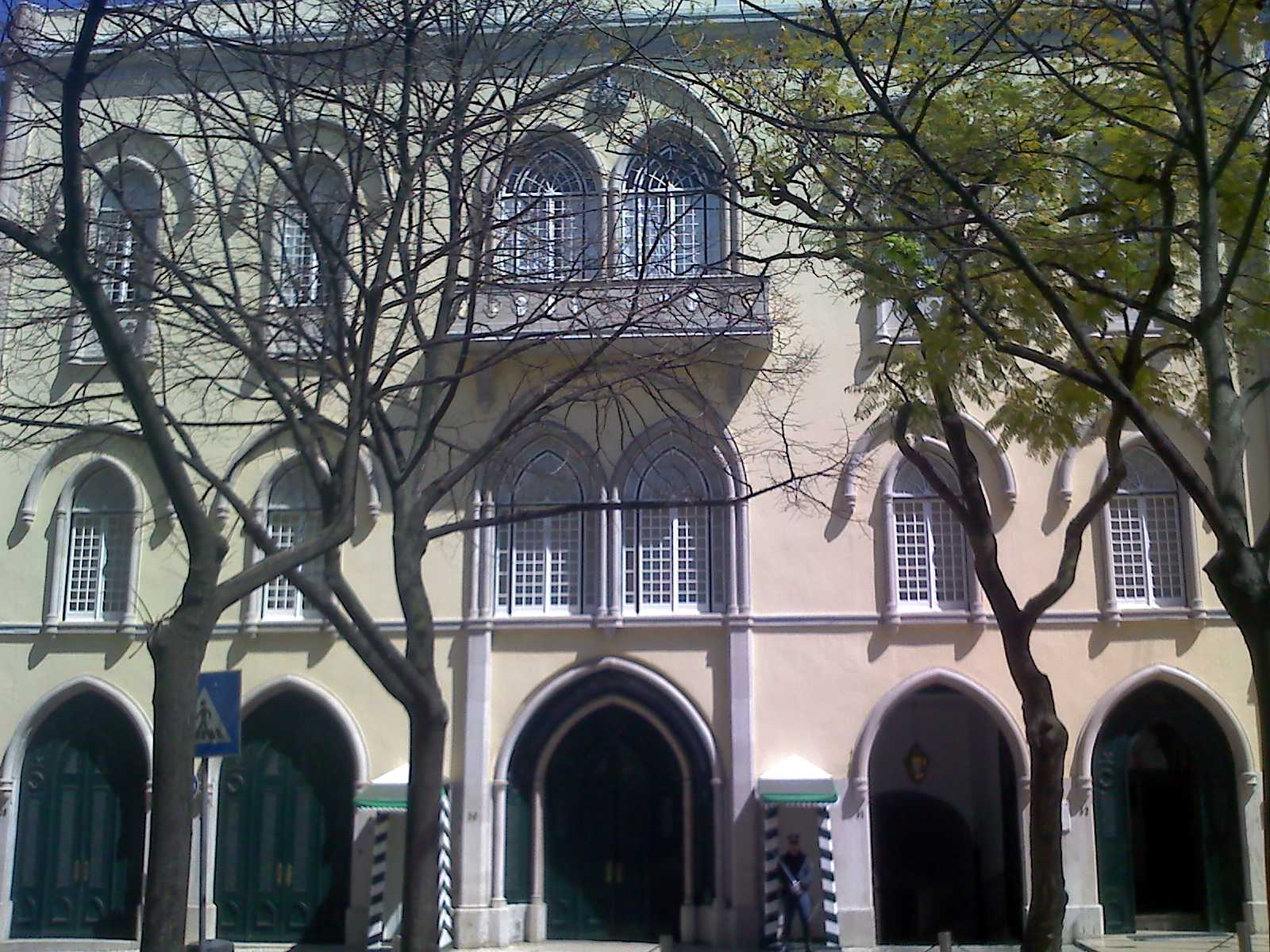
Die Carmo-Kaserne (Quartel do Carmo) in Lissabon, Hauptquartier der GNR

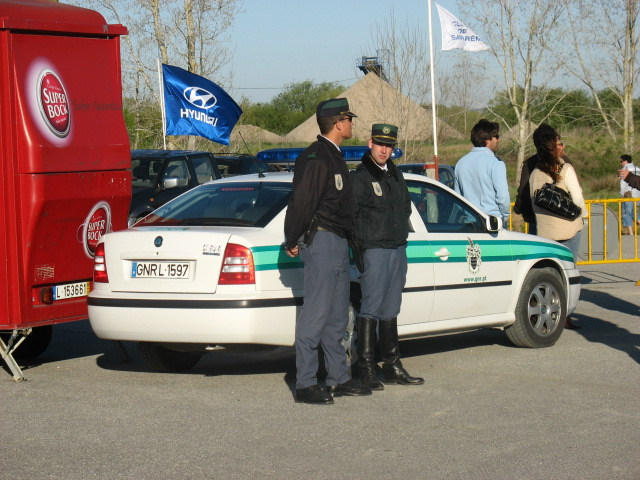
Eine GNR-Streife bei der Überwachung einer Veranstaltung

Die Guarda Nacional Republicana ist die direkte Nachfolgerin der Guarda Real da Polícia („Königliche Polizeiwache“), die ihre Ursprünge Anfang des 19. Jahrhunderts hatte.
Zunächst gründete König João V. von Portugal 1801 die Guarda Real da Polícia de Lisboa (GRP; „Königliche Polizeiwache zu Lissabon“) unter Leitung des Intendente-Geral der Hof- und Reichpolizei, Pina Manique. Als Vorbild soll die französische Gendarmerie gedient haben, die zehn Jahre früher, 1791, gegründet worden war. Als Folge der Gründung der GRP ließ João auch Dependancen in Porto und Rio de Janeiro – damals war Brasilien noch Teil Portugals – einrichten. Die brasilianische GRP ist der Vorläufer der heutigen Polícia Militar.
Ende Mai 1843 – als Konsequenz des Miguelistenkriegs – löste König Pedro IV. die Guarda Real auf und schuf zwei Polizeiwachen mit den Namen Guarda Municipal de Lisboa („Städtische Wache von Lissabon“) und Guarda Municipal do Porto („Städtische Wache von Porto“). In ihrer Funktion glichen die Wachen ihren Vorläufern. 1868 erhielten beide Wachen eine gemeinsame Generalkommandantur mit Sitz in der Carmo-Kaserne (Quartel do Carmo) in Lissabon, die bis heute Sitz der GNR ist. Die Guarda Municipal wurde damals Teil der portugiesischen Streitkräfte, war aber vom königlichen Ministerium (Ministério do Reino) abhängig.
Nach der Abdankung König Manuels II. und der darauffolgenden Auflösung der Monarchie wurde der Name der Guarda Municipal in Guarda Republicana („Republikanische Wache“) geändert. Ein Jahr später, am 3. Mai 1911, wurde diese erneut umbenannt, seitdem heißt sie bis heute Guarda Nacional Republicana („Republikanische Nationalgarde“). In ihren Grundzügen ist die GNR von 1911 bis heute erhalten geblieben. Seit 1993 gehört die frühere Zollwache, die Guarda Fiscal, unter dem Namen Zollbrigade, Brigada Fiscal, ebenso der GNR an.
Am 19. Oktober 1921 nahm die GNR an der Lissabonner Blutnacht teil, während der in einem blutigen Aufstand die Regierung António Joaquim Granjo gestürzt wurde.